# Bardhyl
Bardhyl är ett mansnamn av albanskan bardhë yll ’vit stjärna’, folketymologisk för Bardylis.
17 män har Bardhyl som tilltalsnamn i Sverige (enligt en sökning år 2018).